# Механічний м'ясник
«Механічний м'ясник» (фр. La charcuterie mécanique, 1895) — постановочний  короткометражний фільм  братів Люм'єр, одна з перших кінокомедій.

## Сюжет
У фільмі показано вигадану машину, яка становить собою ящик з двох частин, до задньої стінки якого прироблено колесо, яке обертається вручну, а на передній розміщено напис «Механічний ковбасний перемелювач по-марсельськи» (фр. Charcuterie Mecanique Craque a Marseille, в написі укладена гра слів: слово craque може також означати «брехню»). У ліву частину машини завантажують живу свиню, а з правої тут же дістають готові сосиски, свинячі копитця, окости, упаковані м'ясні делікатеси і навіть дитячі іграшки.

## Цікаві факти
- Фільм увійшов до збірки «Перші фільми братів Люм'єр» («The Lumiere Brothers 'First Films»), випущену на DVD з коментарем Бертрана Таверньє 2003 року.
- В «Енциклопедії кінофантастики» під редакцією Філа Гарді цей фільм названо першим  науково-фантастичним фільмом в історії кінематографа.[1]